# Clyst Honiton
Clyst Honiton of Honiton Clyst is een civil parish in het bestuurlijke gebied East Devon, in het Engelse graafschap Devon. In 2001 telde het dorp 295 inwoners.